# شراب اوک (نیویورک)
شراب اوک (به انگلیسی: Shrub Oak) یک منطقهٔ مسکونی در ایالات متحده آمریکا است که در شهرستان وستچستر، نیویورک واقع شده‌است. شراب اوک ۴٫۲ کیلومتر مربع مساحت و ۲٬۰۱۱ نفر جمعیت دارد و ۱۳۴ متر بالاتر از سطح دریا واقع شده‌است.